# Hélène Akhvlédiani
Pour les articles homonymes, voir Akhvlediani.
Hélène Akhvlédiani (ელენე ახვლედიანი en géorgien), née le 18 avril 1901 à Telavi (Géorgie à l’époque dans l’Empire russe) et morte le 30 décembre 1975  à Tbilissi (Géorgie) à l’époque en URSS, est une peintre géorgienne célèbre pour ses peintures de paysages urbains,, ses illustrations des œuvres littéraires d’Ilia Tchavtchavadzé et de Vaja-Pchavela et ses décors de théâtre.

## Biographie

### Une enfance provinciale, une formation à Tiflis
Elle nait dans une province de l’Est de la Géorgie, en Kakhétie, et révèle un talent pour le dessin et la peinture dès son plus jeune âge, bien que ses parents la destine à la musique. À l’âge de 13 ans, elle gagne Tiflis (future Tbilissi), capitale cosmopolite et foyer artistique du Caucase et est inscrite au Collège des beaux-arts. 
En 1919, elle expose  ses premières toiles. En 1921, elle entre à l'Académie des Beaux-Arts de Tbilissi dans la classe de Gigo Gabachvili; elle se voit allouée une bourse d’études par la jeune République démocratique de Géorgie (1918-1921)  et rejoint l’Italie.

### L’Italie
Elle étudie l’art italien à Rome, Florence et Venise,  mais est rattrapée par les évènements politiques de son pays, les armées de la Russie soviétique ayant envahi le territoire géorgien. Faute de ressources financières, elle doit vivre de son art et rejoint la France où plusieurs centaines de Géorgiens se sont réfugiées et où le mouvement Art déco bat son plein.

### Montparnasse, le mouvement intellectuel et l’Art déco
En 1924, elle retrouve à Montparnasse deux peintres géorgiens qui l’avaient aidé au début de sa carrière, David Kakabadzé (1889-1952) et Lado Goudiachvili (1896-1980) : ils lui permettent de s’introduire dans le monde artistique de la capitale française. Elle est admise comme auditeur libre à l'Académie Colarossi, alternative à l’École des Beaux-Arts de Paris jugée trop conservatrice, où elle réalise des études de modèles nus qui seront exposés à la galerie des « Quatre Chemins ».
Elle expose au « Salon des indépendants » et au « Salon d’automne » plusieurs années consécutives : Paul Signac est l’un de ses premiers clients. Outre les paysages urbains qui deviennent sa marque personnelle, elle peint la Bretagne où elle réside quelque temps.
En 1926 et 1927, elle fait également exposer ses œuvres aux Pays-Bas.

### Le retour à Tiflis
En 1927, elle revient dans son pays natal afin de revoir sa famille, mais le régime soviétique s’est durci dans toute l’URSS et plus particulièrement en Géorgie après l’insurrection nationale de 1924, et elle ne peut plus le quitter.
Elle anime un cercle culturel réunissant les artistes géorgiens ayant fréquenté Paris durant les Années folles et les années Art déco, le Groupe de Paris (პარიზის ჯგუფი en géorgien), continue à peindre, notamment des paysages de Tiflis, Telavi et Koutaïssi.
De 1928 à 1941, Koté Mardjanichvili, directeur de théâtre, l'invite à composer plus d'une vingtaine de décors de pièces.
Elle laisse derrière elle l’image d’une peintre de l'École de Paris, légendaire en Géorgie, ayant connu la plupart des artistes européens du début du XXe siècle ainsi que les artistes et les intellectuels géorgiens de la même époque. Son appartement de Tbilissi est transformé en musée, c’est « un temple personnel de la création, un atelier d’invention et de regards. Rien n’y a été changé, tout est tel qu’en son temps ».

## Expositions posthumes
Des expositions de ses œuvres sont régulièrement organisées à Tbilissi. Du 27 juin au 12 octobre 2008, le Musée du Montparnasse, en partenariat avec le Musée des Beaux-Arts de Tbilissi, a pris l’initiative d’une exposition de peintres géorgiens avec les œuvres majeures d’Hélène Akhvlédiani dont certaines d’origine privée,,

## Source de la traduction
- (en) Cet article est partiellement ou en totalité issu de l’article de Wikipédia en anglais intitulé « Elene Akhvlediani » (voir la liste des auteurs).